# Shen Xiangfu
Shen Xiangfu (Shanghai, 27 maggio 1957) è un allenatore di calcio ed ex calciatore cinese, di ruolo attaccante.

## Palmarès

### Giocatore

#### Competizioni nazionali
- Campionato cinese: 2

Beijing: 1982, 1984

### Allenatore

#### Competizioni nazionali
- Coppa della Cina: 1

Beijing Guoan: 1997
- Supercoppa della Cina: 1

Bejing Guoan: 1997